# Ernst Ohlmer
Ernst Ohlmer (* 21. März 1847 in Betheln; † 1. Januar 1927 in Hildesheim) war ein deutscher Zollangestellter, zuletzt Seezolldirektor in Tsingtau.

## Leben
Ohlmer wuchs in Gronau auf. Seinem Jugendtraum folgend wurde er Seemann. Vor der chinesischen Küste erlitt er auf einer seiner Fahrten Schiffbruch.
Nachdem er sich an Land gerettet hatte, verdiente er sich durch Fotografieren seinen Lebensunterhalt und erlernte die fremde Sprache. Teile seiner Aufnahmen, die er während seiner Jahre in China machte, sind noch erhalten, so etwa die Aufnahmen des während des Zweiten Opiumkrieges zerstörten Sommerpalastes in Peking. Diese Aufnahmen machte Ohlmer um 1872, sie wurden 2010 erstmals in einer Ausstellung im China-Millennium-Monument gezeigt.
Am 1. Mai 1868 erhielt er eine Anstellung im chinesischen Seezolldienst. Von 1870 bis 1872 war er in Shanghai eingesetzt, wo er einen Bericht zum Opiumhandel verfasste. Durch diesen Bericht wurde Robert Hart, von 1861 bis 1911 Generalinspekteur des chinesischen Seezolls, auf ihn aufmerksam und ernannte ihn im August 1872 zu seinem Privatsekretär. Ohlmer zog daraufhin nach Peking, wo er nach und nach eine große Menge altes Chinesisches Porzellan erwarb. 1880 kehrte er für einen Urlaub kurzzeitig nach Deutschland zurück und arbeitete anschließend wieder für den chinesischen Seezoll, diesmal in Guangzhou (Kanton). 1885 hielt sich Ohlmer erneut in Deutschland auf. Dort heiratete er am 29. Dezember 1885 Louise von Hanneken (1856–1931), die Tochter des preußischen Generalleutnants Wilhelm von Hanneken (1810–1886). Die Ehe blieb kinderlos. Nach seiner Rückkehr nach China wurde er dann 1887 zum Zolldirektor in Guangzhou ernannt. Von 1887 bis 1898 diente Ohlmer als Zolldirektor in verschiedenen Städten, so etwa in Beihai (Pakhoi), Foshan, Peking, Macau und Yichang. Als am 6. März der Vertrag über das Pachtgebiet Kiautschou zwischen dem Deutschen Reich und dem Kaiserreich China zustande kam, wurde Ohlmer schließlich Seezolldirektor in Tsingtau. Dort war er maßgeblich an der Entstehung des dortigen Zollsystems und des Freihafens beteiligt. Im Mai 1914 wurde er pensioniert und kehrte kurz vor Ausbruch des Ersten Weltkrieges mit seiner Frau nach Hildesheim zurück, wo er seinen Lebensabend verbrachte. Seine bedeutende Sammlung chinesischen Porzellans, Fotografien und anderer Objekte vermachte er dem Roemer- und Pelizaeus-Museum.
Ohlmer wurde auf dem Marienfriedhof in Hildesheim beigesetzt. Die chinesische Inschrift auf seinem Grabstein und dem seiner Frau Louise bedeutet: „Er tat hingebungsvoll für China bis zum letzten Atemzug seine Pflicht. Das Grab von A li-wen. 46 Jahre war er Seezolldirektor. Er ist im Alter von 80 Jahren gestorben.“
In Hildesheim ist die Ernst-Ohlmer-Straße nach ihm benannt.

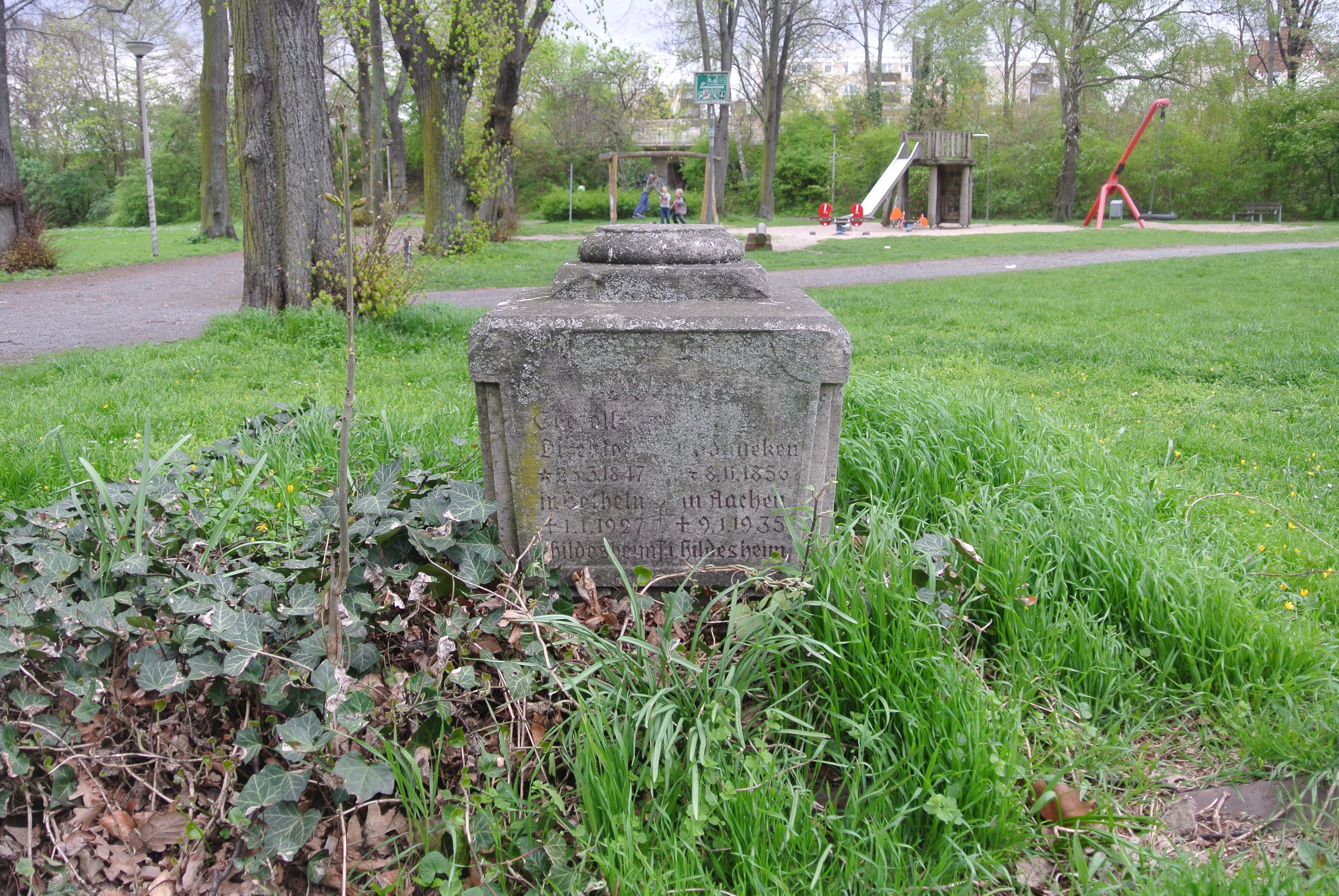
Grabstein von Ernst und Louise Ohlmer auf dem Marienfriedhof
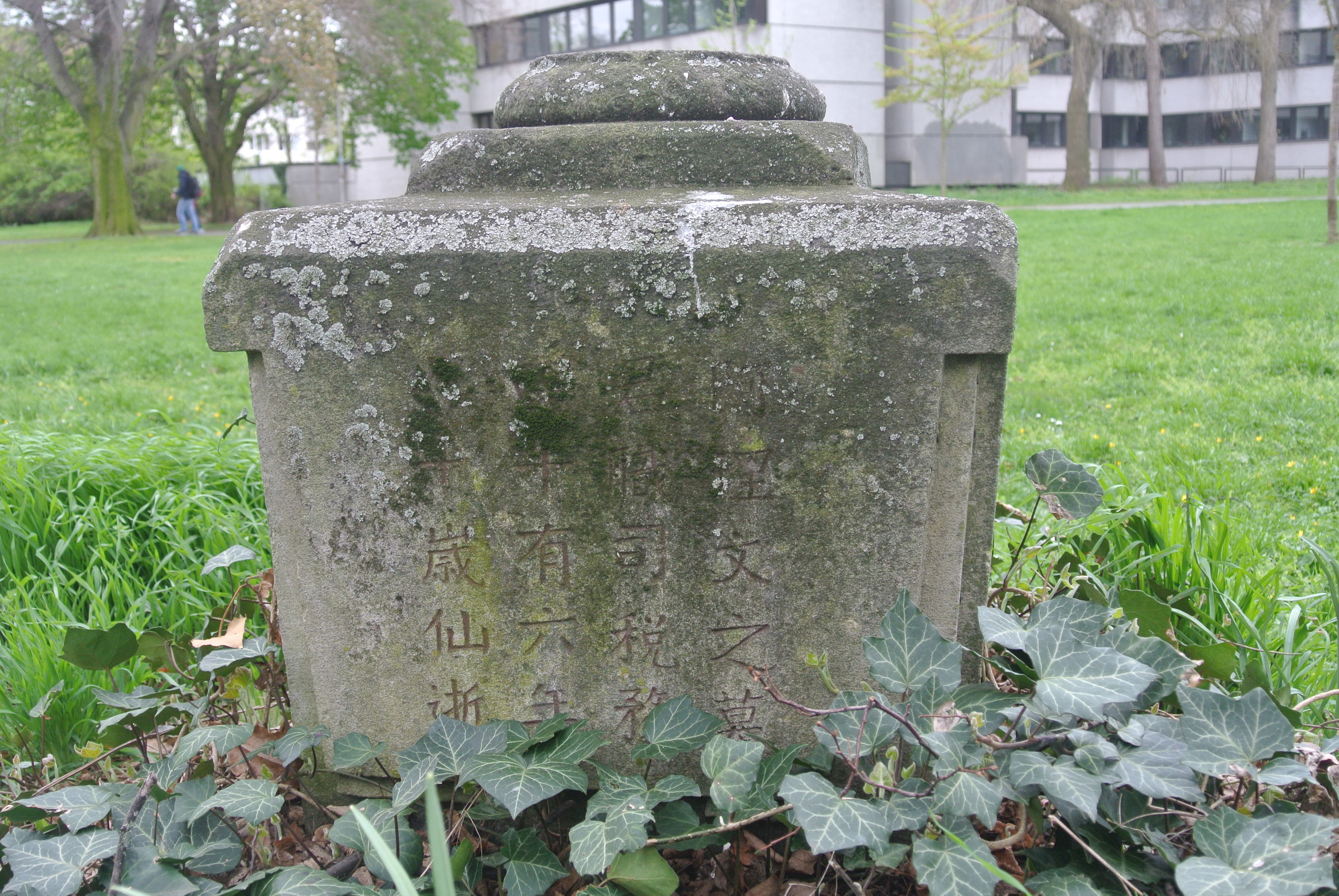
Chinesische Inschrift auf dem Grabstein

## Schriften
- Stand und Aufgabe der deutschen Industrie in Ostasien. Ein Weck- und Mahnruf an dieselbe. Hildesheim. 1905. 22 Seiten.
- Tsingtau, sein Handel und sein Zoll-System. Ein Rückblick auf die Entwicklung des Deutschen Schutzgebietes Kiautschou und seines Hinterlandes in dem Jahrzehnt von 1902–1911. Tsingtau.1913. 41 Seiten.